# Heinenoordtunnel
De Heinenoordtunnel is een verkeerstunnel in de Nederlandse provincie Zuid-Holland, onder de Oude Maas. De tunnel verbindt de Hoeksche Waard met het eiland IJsselmonde en is genoemd naar het dichtbijgelegen Heinenoord. Door de Heinenoordtunnel loopt de A29, die een belangrijke verbindingsweg is tussen Rotterdam en de Zeeuwse en Zuid-Hollandse Eilanden. De tunnel is geopend op 22 juli 1969 door minister Bakker en verving de Barendrechtse brug. De tunnel heeft twee buizen, met in iedere buis oorspronkelijk twee stroken snelweg en een strook voor het langzame verkeer en fietsers.
Omdat de tunnel een te kleine capaciteit bleek te hebben, is in 1991 een tijdelijke oplossing uitgevoerd, door de oostelijke buis uit te breiden met een extra snelwegstrook, ten koste van de strook voor langzaam verkeer.

## Tweede Heinenoordtunnel
De Tweede Heinenoordtunnel werd in de jaren 90 van de twintigste eeuw aangelegd. Deze tunnel is er voor het langzame verkeer. De snelweg in de (eerste) Heinenoordtunnel kreeg toen ook in de westelijke buis drie rijstroken. De tweede Heinenoordtunnel is geopend op 16 september 1999 door (toenmalig) prins Willem-Alexander.

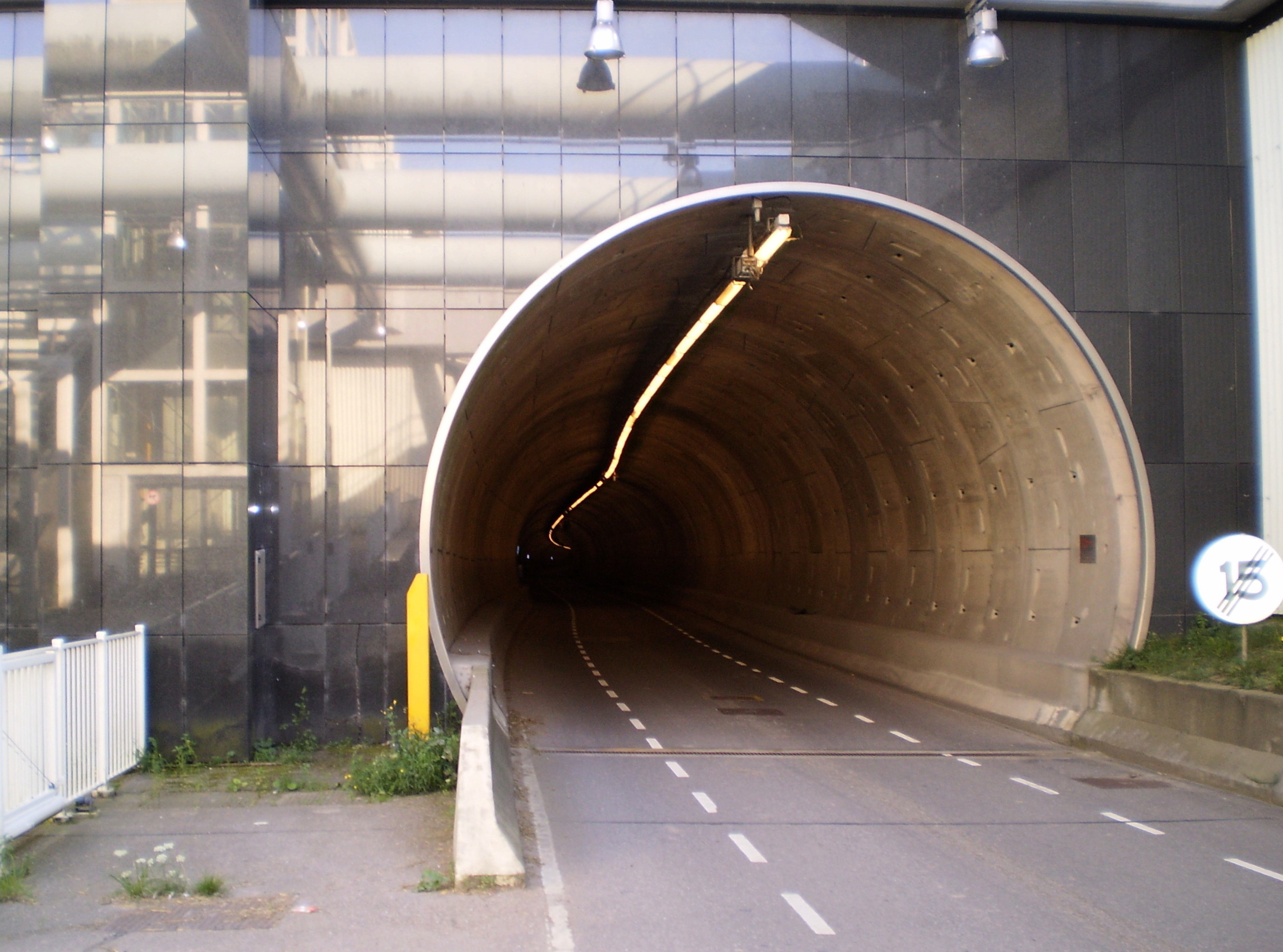
De Tweede Heinenoordtunnel